# Run (Bangtan Boys-kislemez)
Az Run a dél-koreai Bangtan Boys együttes hatodik japán kislemeze a Youth albumról, melyet 2016. március 15-én jelentetett meg a BigHit Entertainment. Az album dalai eredetileg koreai nyelven jelentek meg a The Most Beautiful Moment in Life Pt. 2 című lemezükön.

## Videóklip
A Run japán videóklipje 2016. március 11-én jelent meg a Bangtan Boys hivatalos japán YouTube csatornáján. Ez a videóklip az I NEED U koreai és japán videóklipjeinek és a Prologue-nak a folytatása, és a Run koreai videóklipjének a kiegészítője. Mint a Run koreai klipjében, itt is megjelennek az üvegszilánkok a földön, egy vízzel teli üvegtartály, a tollpihék és a falgraffitik, ezekkel részben visszautalva az I NEED U-ra. A graffitik között olvasható angolul egy idézet J. D. Salinger Zabhegyező című könyvéből: "...while the mark of mature man is that he wants to live humbly for one."

## Számlista

### Általános kiadás (CD)
1. Run (japán verzió)
2. Butterfly (japán verzió)
3. Good Day

### Limitált kiadás (CD+DVD)

#### CD
1. Run (japán verzió)
2. Butterfly (japán verzió)

#### DVD
1. Jacket Photoshoot Making video

### Loppi HMV Limitált kiadás (CD+GOODS)

#### CD
1. Run (japán verzió)
2. Butterfly (japán verzió)

#### GOODS
CD Jacket asztali naptár a tagok fotóival